# Zelkova sicula
Zelkova sicula е вид растение от семейство Брястови (Ulmaceae). Видът е критично застрашен от изчезване.

## Разпространение
Разпространен е в Италия.